# Åke Sandberg (fotbollsmålvakt)
Åke Lennart "Sampis" Sandberg, född 1 augusti 1919 i Borås, död 26 januari 2009, var en svensk fotbollsmålvakt.
Sandberg representerade IF Elfsborg mellan 1938 och 1949, och gjorde sammanlagt 216 allsvenska matcher för klubben. Han var med och vann SM-guld med Elfsborg säsongen 1938/1939 och 1939/1940. År 1949 flyttade Sandberg till Stockholm och gick till AIK, där han mellan 1949 och 1951 spelade elva matcher.